# 乌鲁木齐人民电影院
乌鲁木齐人民电影院（維吾爾語：خەلق كىنوخانىسى‎），即乌鲁木齐市电影发行放映有限责任公司人民电影院是位于中华人民共和国新疆维吾尔自治区乌鲁木齐市天山区的电影院。电影院建成于1955年，其前身可追溯到民国27年的汉族文化促进会（汉文会）俱乐部。乌鲁木齐人民电影院是乌鲁木齐市历史建筑。

## 历史

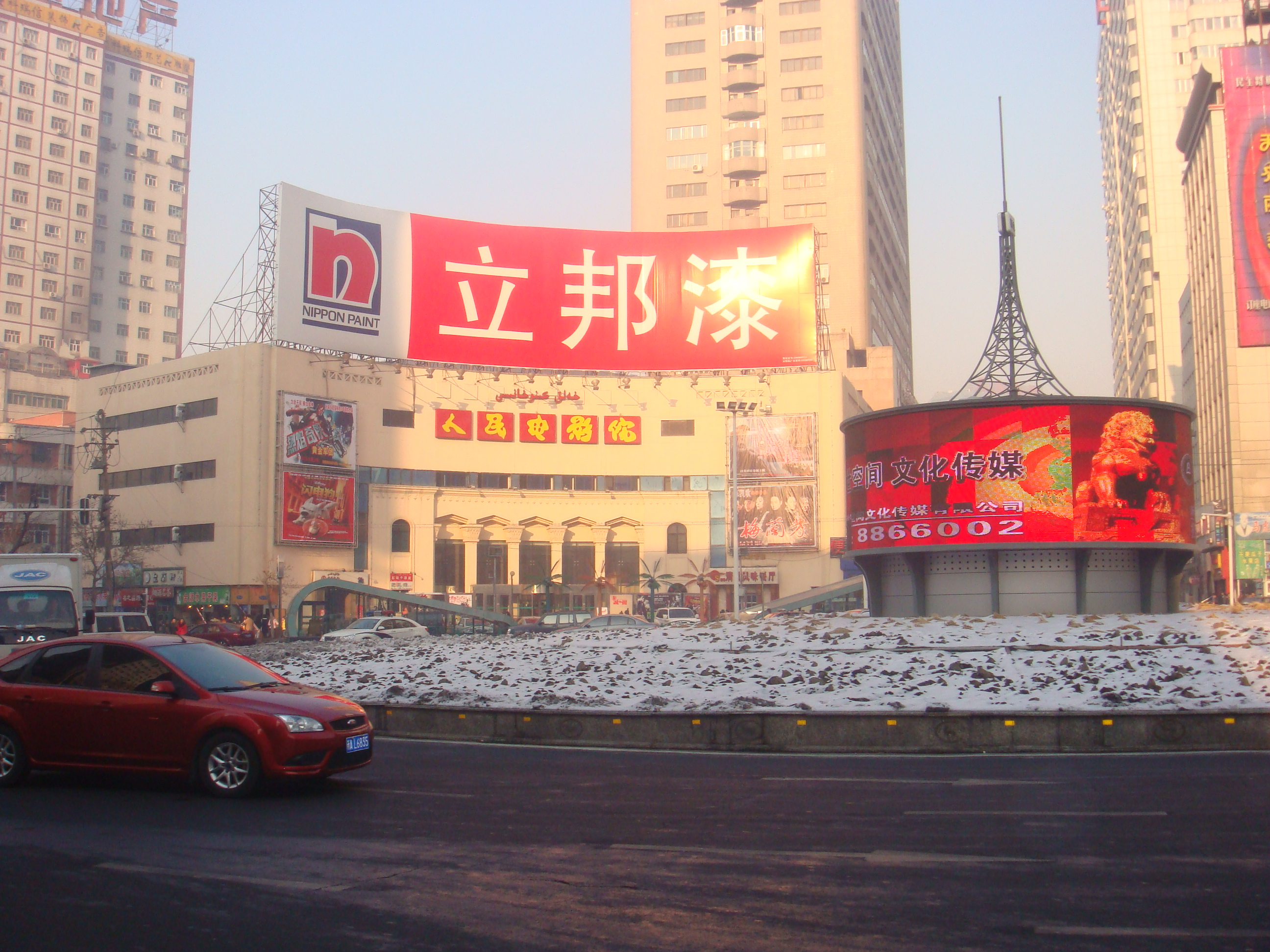
乌鲁木齐人民电影院（2008年）

民国27年（1938年），位于迪化（今乌鲁木齐市）小十字一带的川云贵会馆被改建为汉族文化促进会的俱乐部。此时的俱乐部建筑是土木结构建筑，内设有260个木制座位，俱乐部主要用于演戏和放电影。到民国28年（1939年），俱乐部座位增至760个，俱乐部主要播放来自苏联电影，不过因为片源并不充裕，俱乐部时常会停播。民国35年（1946年）3月，中华剧影协会新疆分会成立，会址设在汉文会俱乐部内。此时，
电影院会播放包括《拖拉机手》在内的苏联电影，也会放映包括《牯岭风光》在内的中国国产片以及《湖北三次大捷》等新闻纪录片。到民国37年（1948年）年初，刘维汉开始与汉文会合股经营影院，并将汉文会俱乐部更名为迪化电影院。同年6月，电影院发生军人枪杀省立一中（今乌鲁木齐市第一中学）学生的事件，经营电影院的刘维汉因此逃离新疆，影院也随之关闭。
新疆和平解放后，新疆军区接管了迪化电影院，并在经过1950年1月局部翻修后以迪化市人民电影院的名称正式对外营业。新成立的迪化市人民电影院参加了全国“新片展览月”，展映了包括《烟花女儿翻身记》、《桥》等27部中国国产故事片和纪录片。除了中国国产片，迪化市人民电影院也开始举办友好国家电影周，如“苏联电影名片展览”，“南斯拉夫电影周”、“匈牙利电影周”等。1950年11月，中国影片经理公司西北区公司新疆办事处成立，人民电影院也改由办事处领导。1954年，电影院随着乌鲁木齐市的更名，更名为乌鲁木齐人民电影院。不过到了4月，影院因年久失修成为危房，并停业。
1954年年8月，在民主路、文艺路、建设路、红旗路交汇的圆形广场一角开始兴建新的人民电影院，新的电影院由新疆生产建设兵团设计处设计。新的人民电影院于1955年初建成，建筑面积超过1800平方米，人民电影院有近200个楼座和800多个池座。1957年，人民电影院的露天放映场建成，设置于影院东北侧，设有3300个木质座位。从20世纪50年代到60年代，乌鲁木齐人民电影院举办如“节约粮食影片集映”、“反对侵略保卫世界和平宣传周电影展览”、“工农联盟活动月电影周”等中国国产影片展览活动，放映包括《保卫胜利果实》、《李双双》等中国国产故事片、纪录片和科教片。1957年，乌鲁木齐市文化局开始建立市级电影管理机构，1958年6月，人民电影院由乌鲁木齐市电影发行放映站管理，后放映站改为乌鲁木齐市文教局，施行一个机构两块牌子，对外为“乌鲁木齐市电影发行放映公司”。在60年代中期之前，乌鲁木齐人民电影院效益开始逐年增加。
文化大革命开始后，人民电影院露天放映场经历过一次设备更新，并对座椅和地板进行了更换。然而文革时期电影放映行业开始畸形发展，包括乌鲁木齐人民电影院在内的各影院完全成为政治宣教场所，电影院的管理制度被废除。此时，样板戏影片、老三战影片以及政治纪录片开始被当作政治任务被集中放映。电影院的放映工作时映时停，经营开始连年亏损。1976年10月，乌鲁木齐市“揭批江青反革命集团罪行大会”召开，乌鲁木齐人民电影院露天放映场是大会召开地点之一。文革结束后，乌鲁木齐营业的电影院并不多，人民电影院便是其中之一。文革时期被封存的电影上映后，包括人民电影院在内的乌鲁木齐各影院、剧院的电影放映场次、观影人次、发行收入均有较快增长。
进入20世纪80年代，改革开放后，由于电视的普及和录像厅的发展，电影院市场收到了冲击，人民电影院的收入开始下降。1985年，人民电影院推行承包责任制，乌鲁木齐市电影发行放映公司人民电影院作为乌鲁木齐市电影发行放映公司的分支机构经营，电影院所面临的经营困境有所缓解。这一年，人民电影院曾经进行过改建升级，新增或更新包括空调、光源、银幕等设施。进入90年代后，乌鲁木齐人民电影院开始筹资改建扩建，耗资超过680万元人民币的改扩建工程在1993年完工。1993年6月重新开业的乌鲁木齐人民电影院不仅经营电影放映，还开设有录像厅、酒吧、游戏厅等其他娱乐项目。
进入21世纪后，中国电影市场逐渐开放，乌鲁木齐人民电影院也开始了快速的发展。2000年到2004年，乌鲁木齐人民电影院对电影院内部设施及装饰、银幕、音响等设施、设备进行了数次更新及改造。2007年，乌鲁木齐人民电影院实现全数字电影化。2008年，人民电影院又更新了3D电影设备。此时的人民电影院成为了拥有数码立体声和超宽银幕的电影院。2015年，乌鲁木齐人民电影院抗震加固工程竣工。在2017年的乌鲁木齐市天山区靓化工程中，人民电影院的外墙得以重新粉刷，两侧的海报栏被取消。2019年，乌鲁木齐市电影发行放映公司由全民所有制企业转型为有限责任公司，人民电影院作为其分公司变更为乌鲁木齐市电影发行放映有限责任公司人民电影院。2021年9月，乌鲁木齐人民电影院被列为第三批乌鲁木齐市历史建筑。

## 现状
乌鲁木齐人民电影院因地处小十字圆形广场一角，故其平面呈弧形，除主厅外，后期扩建有东、西两侧厅。电影院是砖混木梁结构的苏式风格建筑。电影院建筑上下对称，建筑面积超过4800平方米，建筑高度超过17米，放映厅地上二层，其中1层高5.3米，2层高12米。配楼地上有4层，其中1到3楼高3.8米，4楼高4.4米。电影院在造型上借鉴了维吾尔建筑风格。截止2020年，人民电影院有10个影厅，其中8个为3D厅，并拥有1个中国巨幕厅，共有1018个座位。乌鲁木齐人民电影院加盟院线为中影数字院线。